# Jablonné v Podještědí (nádraží)
Jablonné v Podještědí je železniční stanice na železniční trati Liberec – Česká Lípa. Nachází se na severovýchodním okraji města Jablonné v Podještědí, v okrese Liberec Libereckého kraje.

## Historie

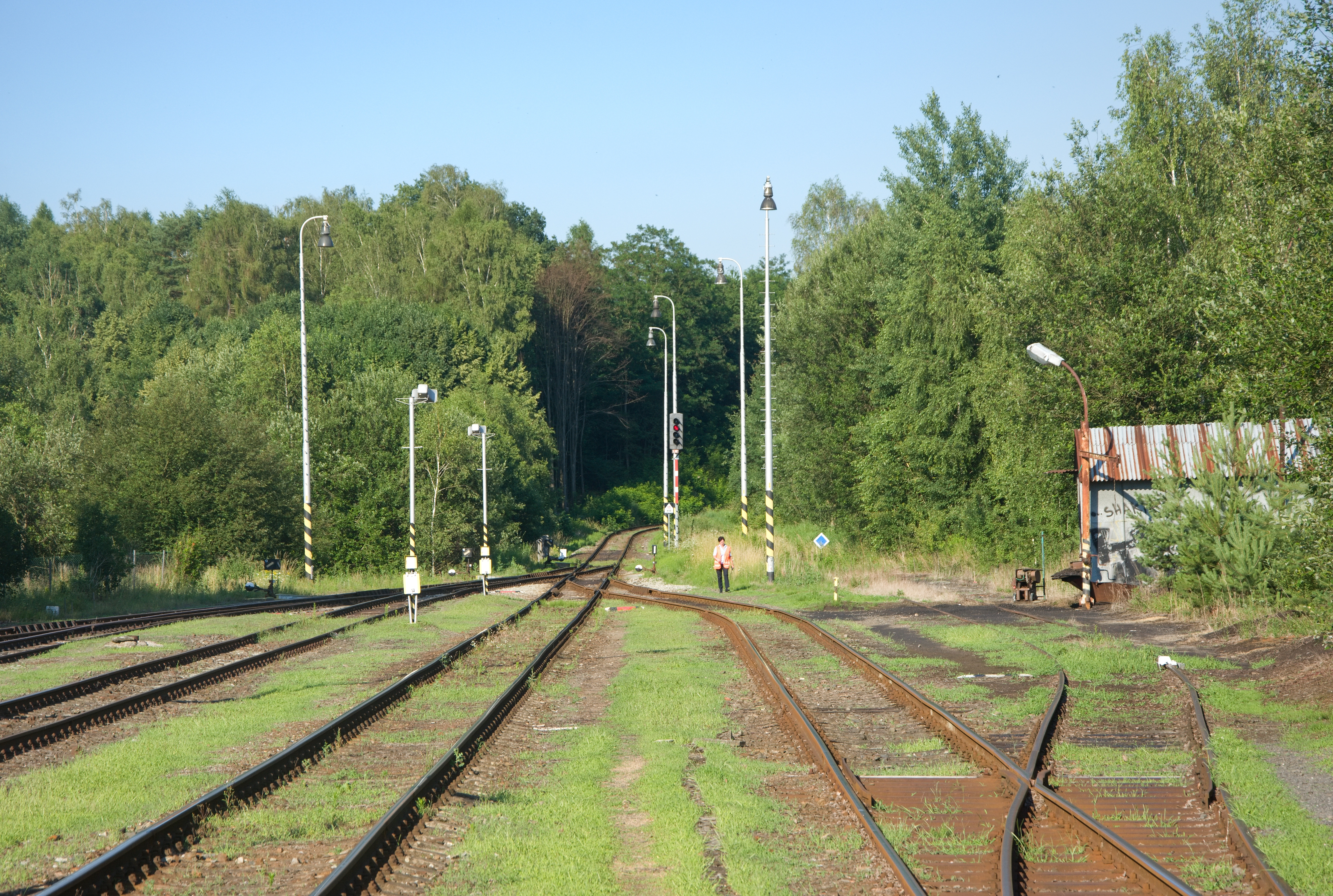
Rynoltické zhlaví

Nádražní budova z režného zdiva z roku 1900 vznikla v rámci výstavby c. k. České severní dráhy. Budova jablonského nádraží je největší drážní budova mezi Libercem a Českou Lípou. Původně měla stát v Liberci, byla však přenesena do Jablonného. Důvodem bylo upuštění od původního plánu Ústecko-teplické dráhy na výstavbu velkého nádraží v Liberci.
V roce 1905 byl zahájen provoz také 17 km dlouhé železniční trať Svor – Jablonné v Podještědí, když byl 7. října dokončen její druhý úsek ze Cvikova. 28. května 1973 byl ukončen osobní provoz a úsek Cvikov - Jablonné v Podještědí byl provozován již jen jako vlečka do 31. května 1986.